# Jack Short
John "Jack" Short (18. februar 1928 - 10. oktober 1976) var en engelsk fodboldspiller (forsvarer). 
Short startede sin karriere i Wolverhampton og vandt det engelske mesterskab med klubben i 1954. Han forlod klubben samme sommer og spillede efterfølgende for Stoke og Barnsley.

## Titler
Engelsk mesterskab
- 1954 med Wolverhampton